# Club Marino de Luanco
Club Marino de Luanco ist ein spanischer Fußballverein aus Luanco in Asturien. Der Club Marino de Luanco spielt in der Saison 2024/25 in der Segunda Federación, Gruppe I. Bisher spielte der Verein zwölf Spielzeiten in der Segunda División B, der dritthöchsten spanischen Liga. Club Marino spielt traditionell in Blau.